# فمینیسم در یونان
در حالی که ایدئولوژی فمینیستی در اواسط قرن نوزدهم و اوایل قرن بیستم در پادشاهی متحد بریتانیای کبیر و ایرلند و ایالات متحده و به تدریج در سایر نقاط جهان محبوبیت پیدا کرد، این جنبش تا حدود یک قرن بعد در یونان به‌طور گسترده‌ای مورد توجه قرار نگرفت.
اولین تغییر در سال ۱۹۵۲ رخ داد، زمانی که زنان یونان حق رأی را به دست آوردند. با این حال، تغییرات معنی‌دار در زندگی روزمره تا چند دهه بعد با اصلاحات قانون خانواده در سال ۱۹۸۳ رخ نداد.
یونان کنوانسیون رفع هرگونه تبعیض علیه زنان را امضا کرد و در سال ۱۹۸۳ آن را تصویب کرد.
در شهرهای بزرگی مانند آتن، زنان جوان نقش یکپارچه‌تری در جامعه و اجتماع دارند؛ اما در بیشتر مناطق یونان (به‌ویژه مناطق روستایی)، سنت مردسالاری بسیار قوی است.
یکی از ایده‌های بنیادی که این ساختار را تقویت می‌کند این است که زنان به‌طور «طبیعی» با بخش خانگی نیروی کار مرتبط هستند، که نسبت به نیروی کاری گسترده‌تر که مردان معمولاً درگیر آن هستند، وزن کمتری دارد.

## تاریخچه

### ۱۸۳۰–۱۹۵۰
کالیروئی پارن (۱۸۵۹–۱۹۴۰)، با نام خانوادگی سیگانو، که به صورت کالیروئی پارن نیز نوشته می‌شود، اغلب به عنوان آغازگر جنبش فمینیستی در یونان شناخته می‌شود. او در سال ۱۸۸۷ روزنامه خود را با نام روزنامه بانوان تأسیس و منتشر کرد.
روزنامه پارن به‌سرعت به نمادی از تغییرات اجتماعی تبدیل شد و هم به‌عنوان بستری برای ترویج ایده‌های پیشرو و هم به‌عنوان ابزاری برای انتشار اطلاعات عمل کرد. تأثیر روزنامه‌های او دهه‌ها ادامه یافت و از کیفیت ادبی بالایی برخوردار بود و توجه‌ها را به پرسش زنان و نقش در حال تغییر زنان در یونان جلب کرد. دیدگاه پارن دوره‌ای جدید را رقم زد که تا نیمه اول قرن بیستم ادامه یافت و بر عدالت اجتماعی و برابری جنسیتی تأکید داشت و این آغاز با تغییرات اجتماعی چشمگیر در ساختار سنتی خانواده آغاز شد.
در سال ۱۸۷۲، کالیوپی کهه‌جیا (۱۸۳۹–۱۹۰۵) انجمن ترویج آموزش زنان را تأسیس کرد. کالیروئی پارن در سال ۱۸۹۴ اتحادیه آزادی زنان و در سال ۱۸۹۶ اتحادیه زنان یونان را تأسیس کرد، اگرچه هر دو از حمایت از موضوع بحث‌برانگیز حق رأی زنان اجتناب کردند. شورای ملی زنان یونان، سازمان چتری برای حدود پنجاه انجمن خیریه زنان و کودکان، در سال ۱۹۱۱ تأسیس شد. پیشرفت در زمینه آموزش با پذیرش زنان در دانشگاه آتن محقق شد، اما تنها در سال ۱۹۲۰ بود که آورا تئودوروپولو لیگ یونانی حقوق زنان را تأسیس کرد و به‌طور خاص خواستار پیشرفت در حقوق سیاسی و حق رأی شد.

### بعد از سال ۱۹۵۰
از دهه ۱۹۵۰ به بعد، یونان به یک دولت-ملت تبدیل شد. پس از پایان سلطه ۴ قرنی امپراتوری عثمانی، جمعیت یونان صلح را تجربه کرد، اما سؤال جدیدی مطرح شد که چگونه می‌توان کشور را در این آزادی تازه یافته هدایت کرد. تمایل به غربی‌سازی همراه با احیای فرهنگ‌ها و سنت‌های یونانی شکل گرفت. به زودی این سؤال مطرح شد که با نقش‌های موجود در جامعه، به‌ویژه نقش زنان، که به عنوان "پرسش زنان" معروف شد، چه باید کرد. فمینیسم و دیدگاه‌های پیشرفته‌تر در مورد حقوق زنان محبوب شدند، همانند یورو کمونیسم، که باعث ایجاد تنش شد.
در سال ۱۹۵۲، قانون ۲۱۵۹ به تصویب رسید و به زنان حق رأی داده شد. اولین انتخابات عمومی که در آن زنان توانستند رأی دهند، در سال ۱۹۵۶ برگزار شد.
از دهه ۱۹۶۰ به بعد، اشتغال زنان در بخش خدماتی اقتصاد به شدت افزایش یافت، همان‌طور که دسترسی زنان به آموزش عالی بیشتر شد. تا دهه ۱۹۷۰، تعداد مدارک تحصیلی اعطا شده به زنان از ۲۷٬۰۰۰ به ۶۰٬۰۰۰ افزایش یافت. با این حال، این تعداد همچنان حدود ۴۰ درصد تعداد مدارک تحصیلی اعطا شده به مردان بود.